# نهائي كأس ألمانيا 2001
نهائي كأس ألمانيا 2001 هي المباراة النهائية من منافسة كأس ألمانيا 2000–01 ‏، أقيمت المباراة في 26 مايو 2001، في الملعب الأولمبي، بين فريقي يونيون برلين، وشالكه 04، وفاز فيها شالكه 04، بعد أن هزم يونيون برلين، بنتيجة 0 - 2، وكان حكم المباراة هرمان ألبرشت، وحضر المباراة 73011 شخصاً.

## تفاصيل المباراة
لعبت المباراة النهائية في 26 مايو 2001.
| يونيون برلين | 0 -2 | شالكه 04                                |
| ------------ | ---- | --------------------------------------- |
|              |      | يورغ بومه 53 ' · يورغ بومه 58 ' (ركلة.) |